# Ethyl-4-chloracetoacetat
Ethyl-4-chloracetoacetat ist eine chemische Verbindung aus der Stoffgruppe der Ketoester. Der Ethylester der Acetessigsäure ist ein Ausgangsprodukt bei verschiedenen Synthesen, beispielsweise für Tetronsäure.